# NGC 6187
NGC 6187 é uma galáxia espiral (S) localizada na direcção da constelação de Draco. Possui uma declinação de +57° 42' 26" e uma ascensão recta de 16 horas, 31 minutos e 36,6 segundos.